# 长滩乡 (邻水县)
长滩乡，是中華人民共和國四川省鄰水縣曾经下辖的一个乡。

## 沿革[2]
- 1953年4月24日，第七區(袁市區)公所所屬福星鄉公所改稱長灘鄉人民政府。1956年1月16日，長灘鄉人民政府改稱長灘鄉人民委員會，並劃歸豐禾區公所領導。1958年9月22日，長灘鄉人委改稱長灘人民公社。1966年5月「文革」開始後，長灘人民公社工作受到干擾。1967年3月，由公社武裝幹部和群眾代表主持成立了長灘人民公社生產辦公室，負責公社日常工作。1969年3月5日，經縣人武部黨委批准，長灘人民公社革命委員會成立。1976年10月粉碎「四人幫」後，長灘人民公社的行政組織機構仍然是革命委員會。1981年3月，縣委決定撤銷長灘人民公社革委會，建立長灘人民公社管理委員會，管委會設正、副主任。1984年1月，根據中共中央體制改革要求，縣委又決定撤銷長灘人民公社管委會，建立長灘鄉人民政府。
- 2019年12月，撤销长滩乡，将所属行政区域划归丰禾镇管辖。[3]

## 行政区划
长滩乡撤销前下辖以下地区：
上黑灣村、鄒石灘村、雨台寨村、讀書壩村、鳳錢寺村、三房村、靈堡村。